# Assalti Frontali Remix
Assalti Frontali Remix è un EP di remix del gruppo hip hop italiano Assalti Frontali, uscito nel 1996.
Il disco presenta i remix di quattro tracce del disco Conflitto e le versioni strumentali di due di esse; si tratta della prima collaborazione tra Assalti Frontali e il produttore romano Ice One, collaborazione che porterà alla produzione di questo del successivo disco del gruppo, Banditi.

## Tracce
1. In movimento (Ice One Mix)
2. In movimento (Alternative Mix)
3. Verso la grande mareggiata (Ice One Mix)
4. Sud suite (Bootleg Mix)
5. In movimento (Strumentale)
6. Verso la grande mareggiata (Strumentale)